# Ярцева, Нина Николаевна
Нина Николаевна Ярцева (1925 — 18 февраля 2010) — советская и российская театральная актриса, народная артистка России (1999), актриса театра драмы в Комсомольске-на-Амуре.

## Биография
Родилась в 1925 году в городе Ленинграде. Первые шаги в театральной деятельности постигла в драматическом кружке для детей работников Кировского завода, на котором трудился её отец. Вскоре, перед самым началом Великой Отечественной войны её отца  направили в длительную командировку на Дальний Восток. Семья последовала за ним. нина Николаевна здесь поступила в метеорологический техникум, обучение в котором завершила с отличием и получила специальность «Океанология». С самого начала войны юная Нина стала работать и помогать фронту.
После окончания войны Ярцева приняла решение поступить в театральную студию при краевом театре имени Максима Горького. Свой творческий она начала работой в Театре Юного Зрителя во Владивостоке. Здесь она мастерски исполняла роли молодых героинь.
В дальнейшем её театральная судьба была связана с театрами Кирова и Ростова-на-Дону, а в 1962 году, после расформирования театра в Ростове-на-Дону, она переехала в Комсомольск-на-Амуре и стала работать в театре драмы, которому посвятила всю свою дальнейшую творческую жизнь.
В 1982 году актрисе Нине Ярцевой было присуждено звание «Заслуженная артистка РСФСР», а в 1999 году Указом Президента Российской Федерации она была удостоена почетного звания «Народная артистка России». Более 300 ролей сыграла на сцене актриса Нина Ярцева. 
Проживала в городе Комсомольск-на-Амуре. После продолжительной болезни, умерла 18 февраля 2010 года. 

## Награды
- Народная артистка России (17.06.1999).
- Заслуженный артист РСФСР (20.05.1982)

## Работы в театре
Комсомольский-на-Амуре театр драмы
- "Василиса Мелентьева" - А. Н. Островского (Марья),
- "Метель" - Л. Леонова (Зиночка),
- "Предел моих мечтаний" - П. Градова (Мила),
- "Рассудите нас, люди!" - А. Андреева (Лиза),
- "Еще раз про любовь" - Э. Радзинского (Лилька),
- "Доктор философии" - Б. Нушича (Сойка),
- "Девятая симфония" - Ю. Принцева (Екатерина Островская),
- "Парусиновый портфель" - М. Зощенко (Домработница),
- "Десять суток за любовь" - В. Константинова, Б. Рацера (Раиса Федоровна),
- "Два веронца" - В. Шекспира (Лючетта),
- "Ритмы" - Р. Назарова (Муся),
- "Амнистия" - Н. Матуковского (В. Ф. Ягодка),
- "Солдатская вдова" - Н. Анкилова (Клавдия, Степанида),
- "Лес" - А. Н. Островского (Улита),
- "Огарева, 6" - Ю. Семенова (кассирша),
- "Родственники" - Э. Брагинского, Э. Рязанова (Ирина),
- "Борис Годунов" - А. С. Пушкина (Мамка),
- "Король Джон" - В. Шекспира (леди Фоконбридж),
- "Молодая гвардия" - А. Фадеева (Бабушка Вера),
- "Магистраль" - Л. Митрофанова, А. Бирюкова (Макарова В. Н.),
- "Не стреляйте в белых лебедей" - Б. Васильева (2 женщина),
- "Ревизор" - Н. Гоголя (Ф. П. Пошлепкина),
- "Ивушка неплакучая" - М. Алексеева (Штопалиха),
- "Присядем перед дорогой" - Ю. Черняка (Тетя Нюра),
- "Песнь песней" - Е. Звеняцкого (Мать),
- "И дольше века длится день" - Ч. Айтматова (Найман - Ана),
- "Тут, кажется, свадьба?" - А. Чехова, И. Ильфа, Е. Петрова (Настасья Тимофеевна),
- "Танго" - С. Мрожека (особа, называемая Бабушкой, или Евгения),
- "Клоп" - В. Маяковского (Розалия Павловна),
- "Сказки о золотом петушке и о царе Салтане" - А. С. Пушкина (Ткачиха),
- "Ящерица" - А. Володина (Свекровь),
- "Дамы и гусары" - А. Фредро (Оргонова),
- "Зойкина квартира" - М. Булгакова (Закройщица, 2-я жиличка),
- "Сад без земли" - Л. Разумовской (Старуха),
- "Дядя Ваня" - А. П. Чехова (Марина),
- "Трубадур и его друзья" - В. Ливанова, Ю. Энтина (Фрейлина),
- "Колдунья" - Е. Чирикова (Колдунья),
- "Осенняя скука" - Н. Некрасова (Татьяна),
- "Таланты и поклонники" - А. Н. Островского (Домна Пантелеевна),
- "Лицо неприкосновенное" - В. Войновича (Циля),
- "Женитьба Белугина" - А. Островского, Н. Соловьева (Настасья Петровна),
- "Семейный портрет с дензнаками" - С. Лобозерова (Бабка),
- "Карты не врут" - М. Ворфоломеева (Софья Сергеевна),
- "Бес" - А. Иванова (Дроллиада Канифасновна),
- "Деревья умирают стоя" - А. Касоны (Бабушка),
- "Бальзаминов" - А. Н. Островского (Бальзаминова),
- "Безобразная Эльза" - Э. Рислакки (Минни),
- "Васса Железнова" - М. Горького (Полина).

## Память
- В марте 2014 года у главного входа в драматический театр в Комсомольске-на-Амуре была установлена и открыта мемориальная памятная доска народной артистке России Нине Ярцевой[4].